# The Catch
The Catch — пятнадцатый студийный альбом британской группы Nazareth, вышедший в 1984 году.
Дэн Маккаферти: «Восьмидесятые… Рок оттеснён на задворки, изгнан с радио, балом задорно берётся править MTV. А у нас тем временем выходит „This Month’s Messiah“».

## Список композиций
Авторы песен Dan McCafferty/Manny Charlton/Peter Agnew/Darrell Sweet, кроме отмеченного
1. «Party Down»
2. «Ruby Tuesday» (Jagger/Richards)
3. «Last Exit Brooklyn»
4. «Moondance»
5. «Love of Freedom»
6. «This Month’s Messiah»
7. «You Don’t Believe in Us»
8. «Sweetheart Tree»
9. «Road to Nowhere» (Gerry Goffin, Carole King)
10. «Do You Think About It» (EP single B-side)

## Участники записи
- Pete Agnew — бас-гитара, гитара
- Manny Charlton — гитара
- Dan McCafferty — вокал
- Darrell Sweet — ударные